# Ace Parker
Clarence McKay Parker (Portsmouth, Virginia, 17 de mayo de 1912 – Portsmouth, Virginia, 6 de noviembre de 2013), más conocido como Ace Parker, fue un jugador profesional estadounidense de fútbol americano que se desempeñó en la posición de quarterback y tailback en la National Football League (NFL). Es miembro del Salón de la Fama del Fútbol Americano Profesional.

## Carrera
Parker jugó como profesional cinco temporadas en Brooklyn Dodgers (1937-1941), después se unió a Boston Yanks (1945), posteriormente a New York Yankees, donde jugó una temporada (1946), y fue el equipo en el que se retiró.

## Reconocimiento
El 15 de enero de 1972, fue seleccionado para ser miembro del Salón de la Fama del Fútbol Americano Profesional.